# セダ
セダ（ 発音）は、リトアニア北西部の都市。テルシェイ郡に属し、マジェイケイ市の南西 24 km に位置する。街には2つの教会がある。

## 人口
- 1970年調査 - 1,812人
- 1979年調査 - 1,679人
- 1989年調査 - 1,500人
- 2001年調査 - 1,309人
- 2009年現在 - 1,175人

## ギャラリー

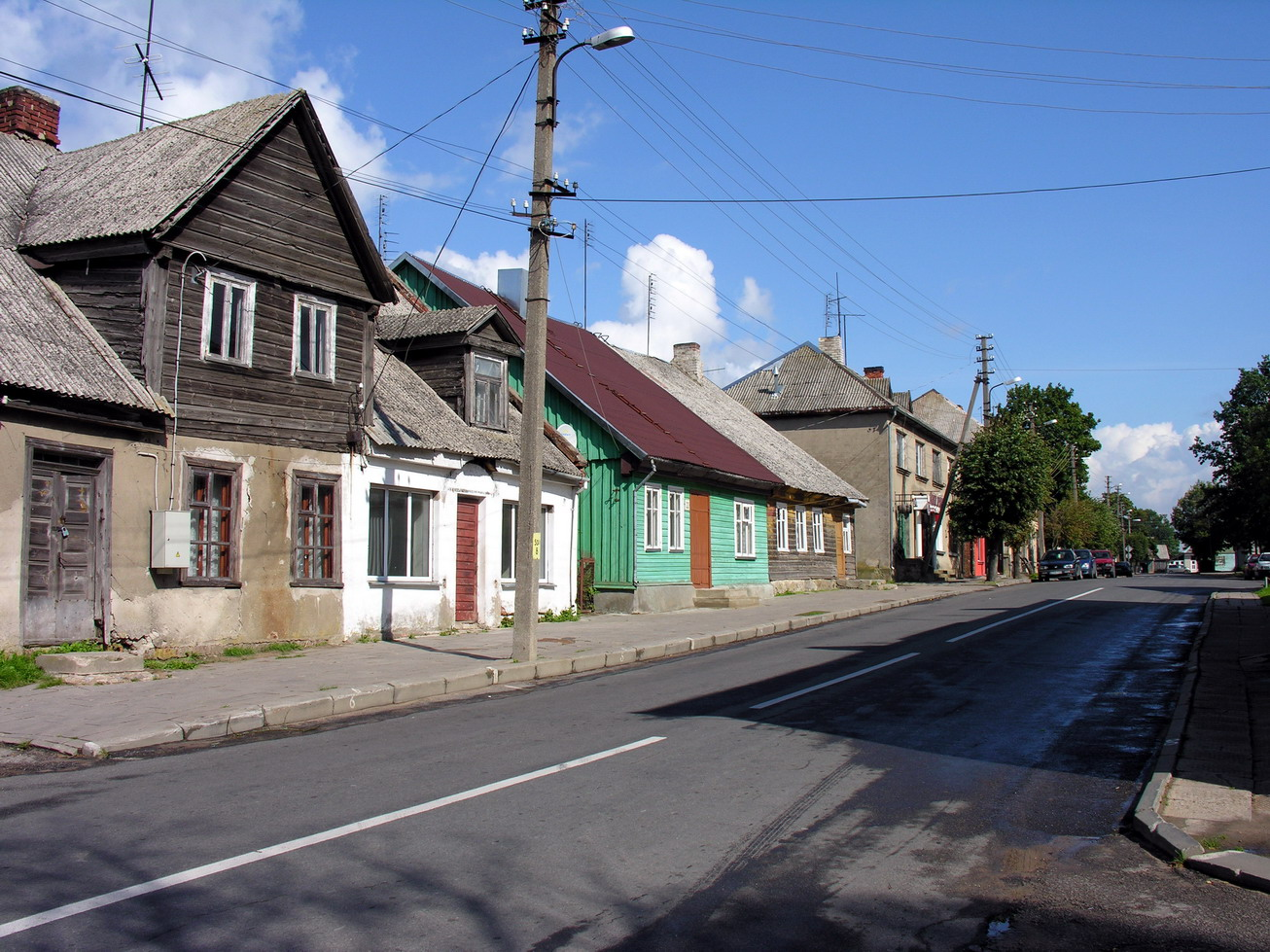
ヴィータウタス通り
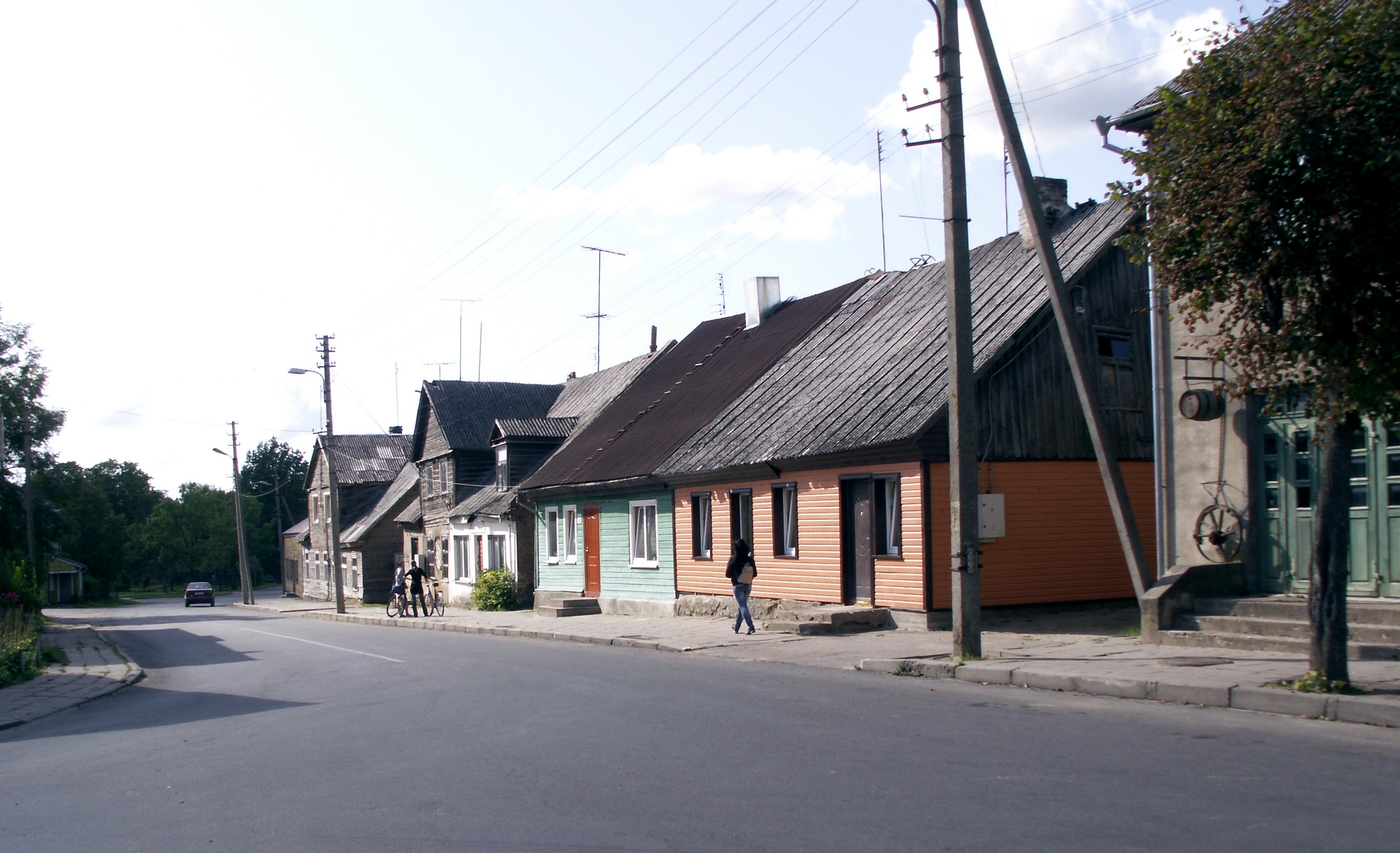
中心部にある広場
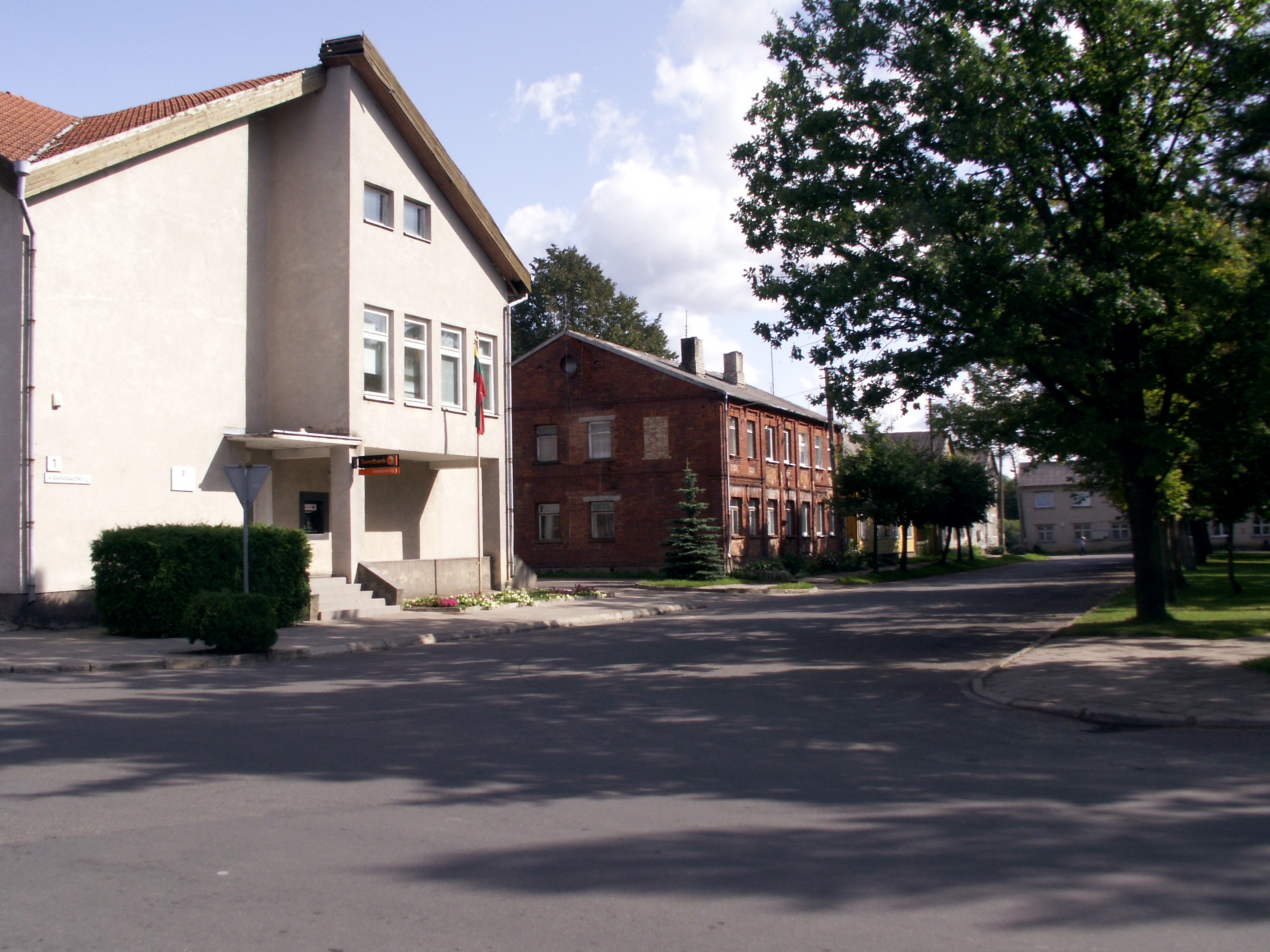
中心部にある広場
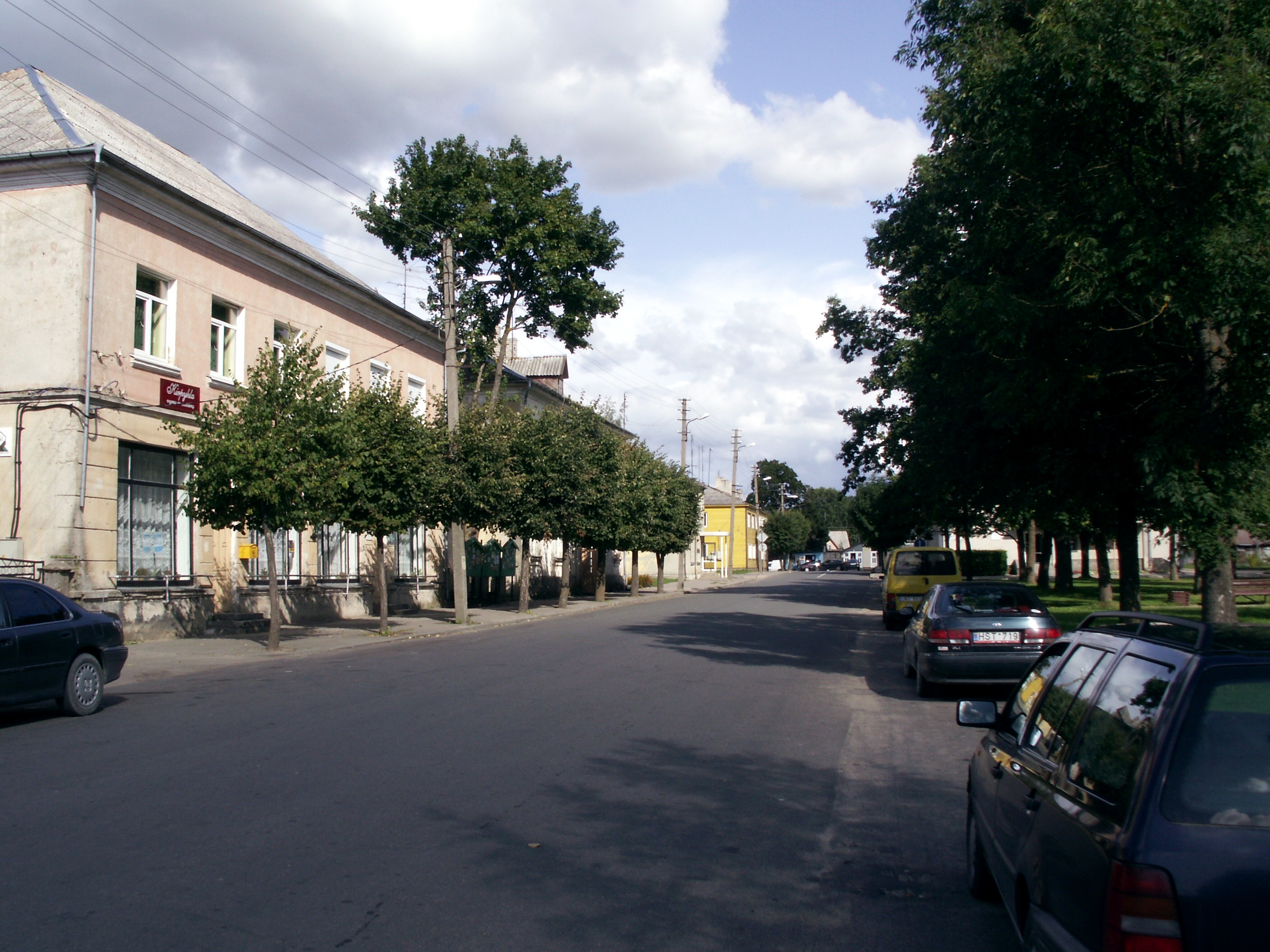
中心部にある広場
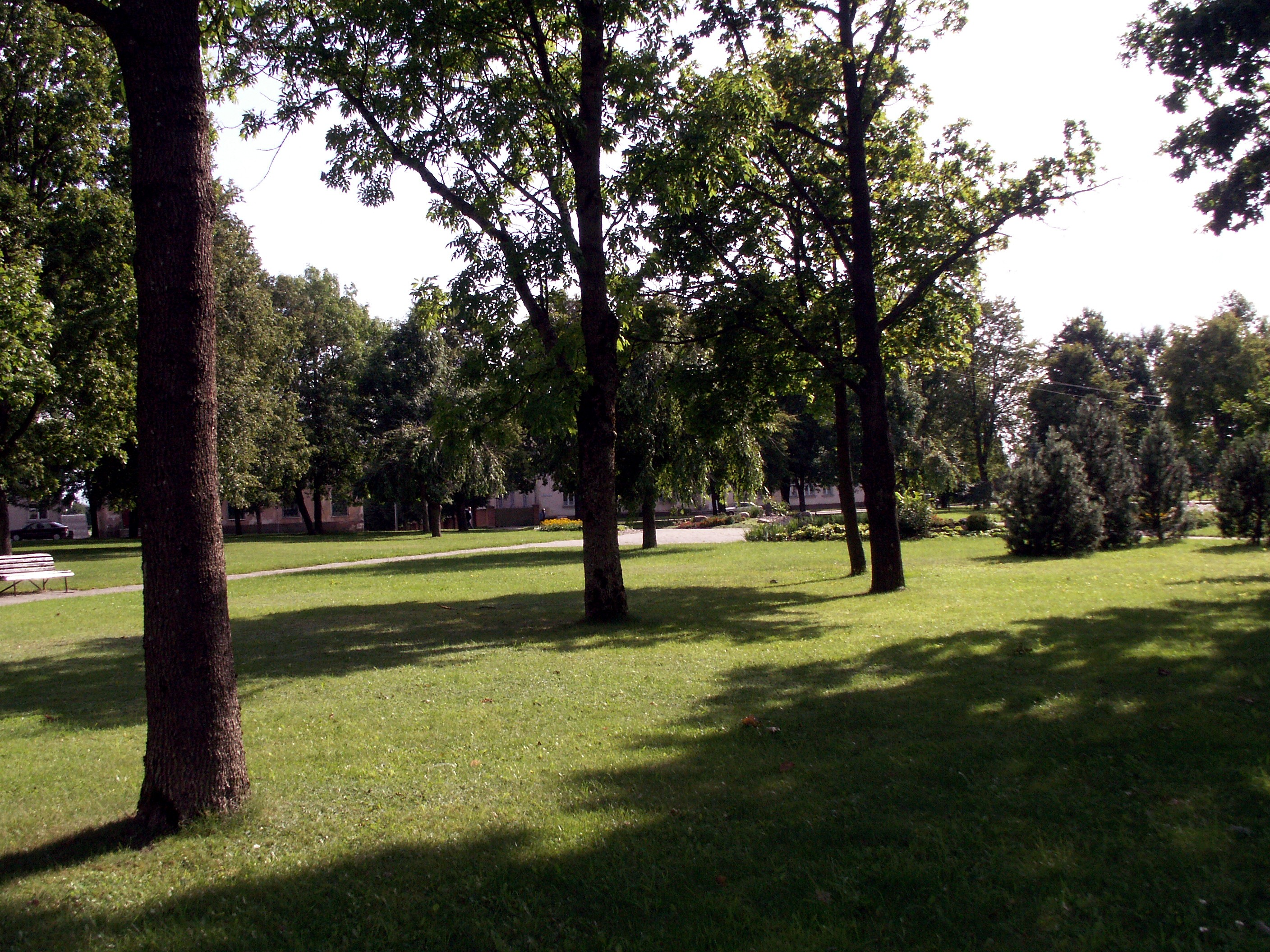
中心部にある広場
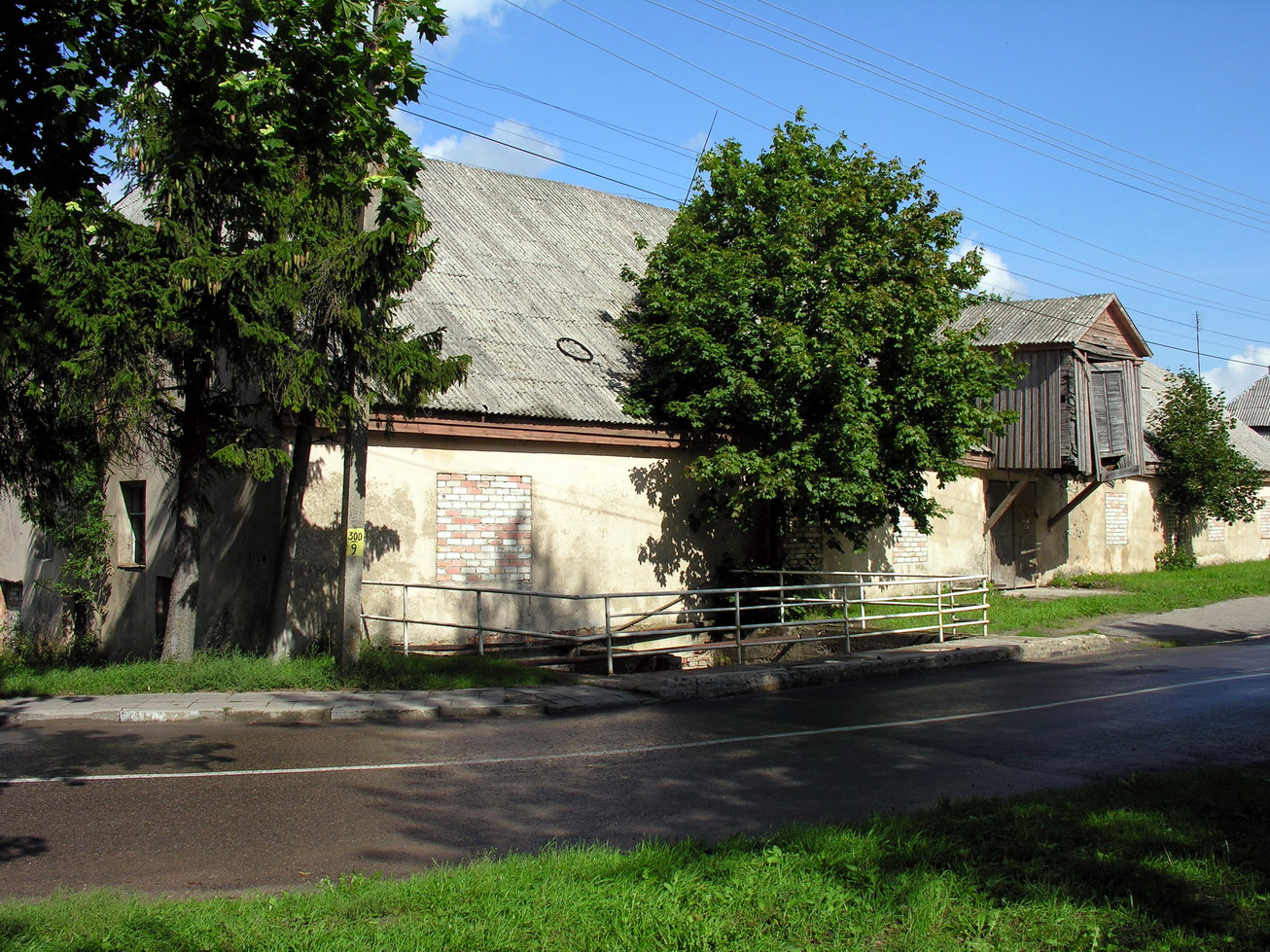
工場
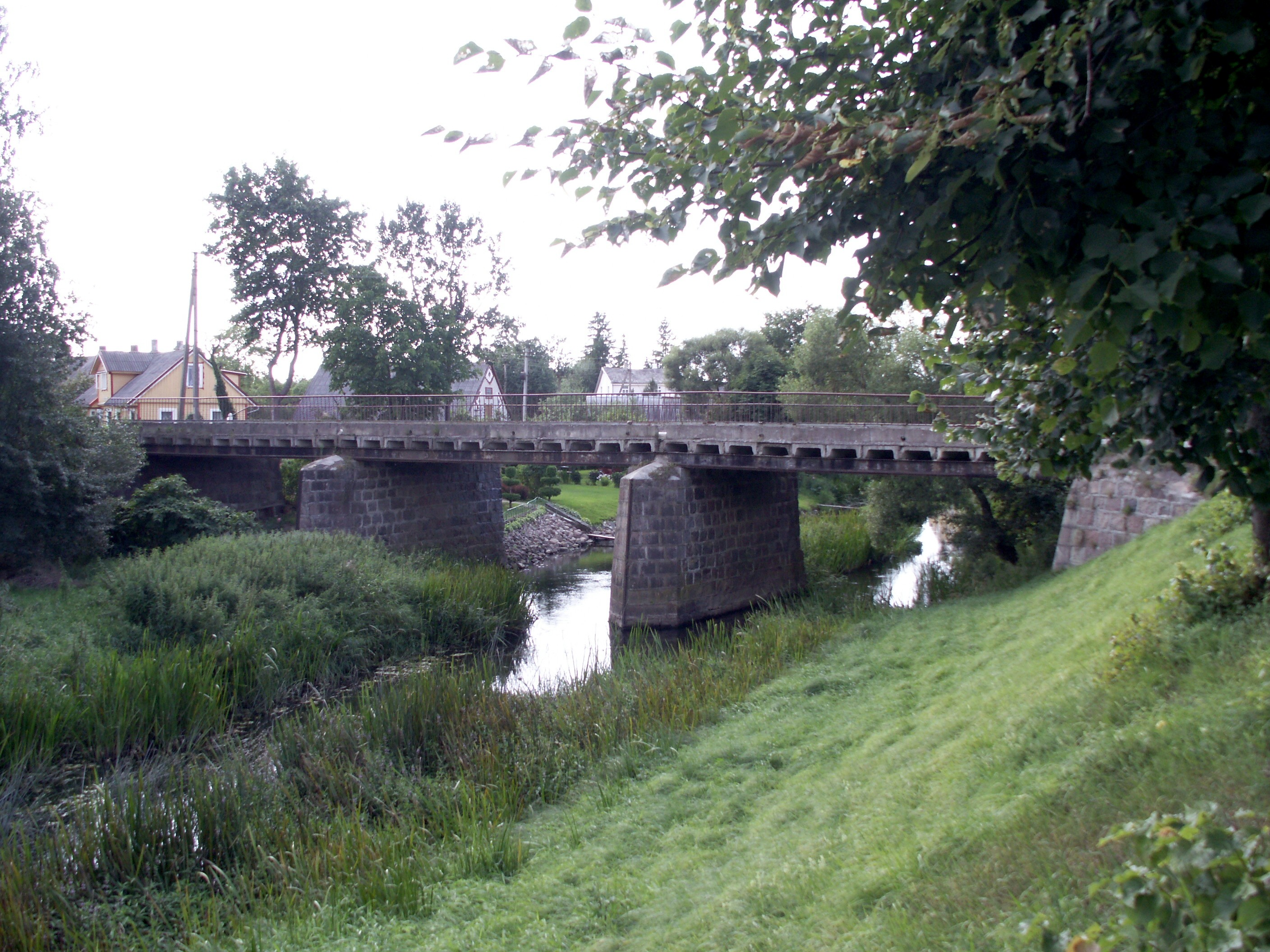
橋
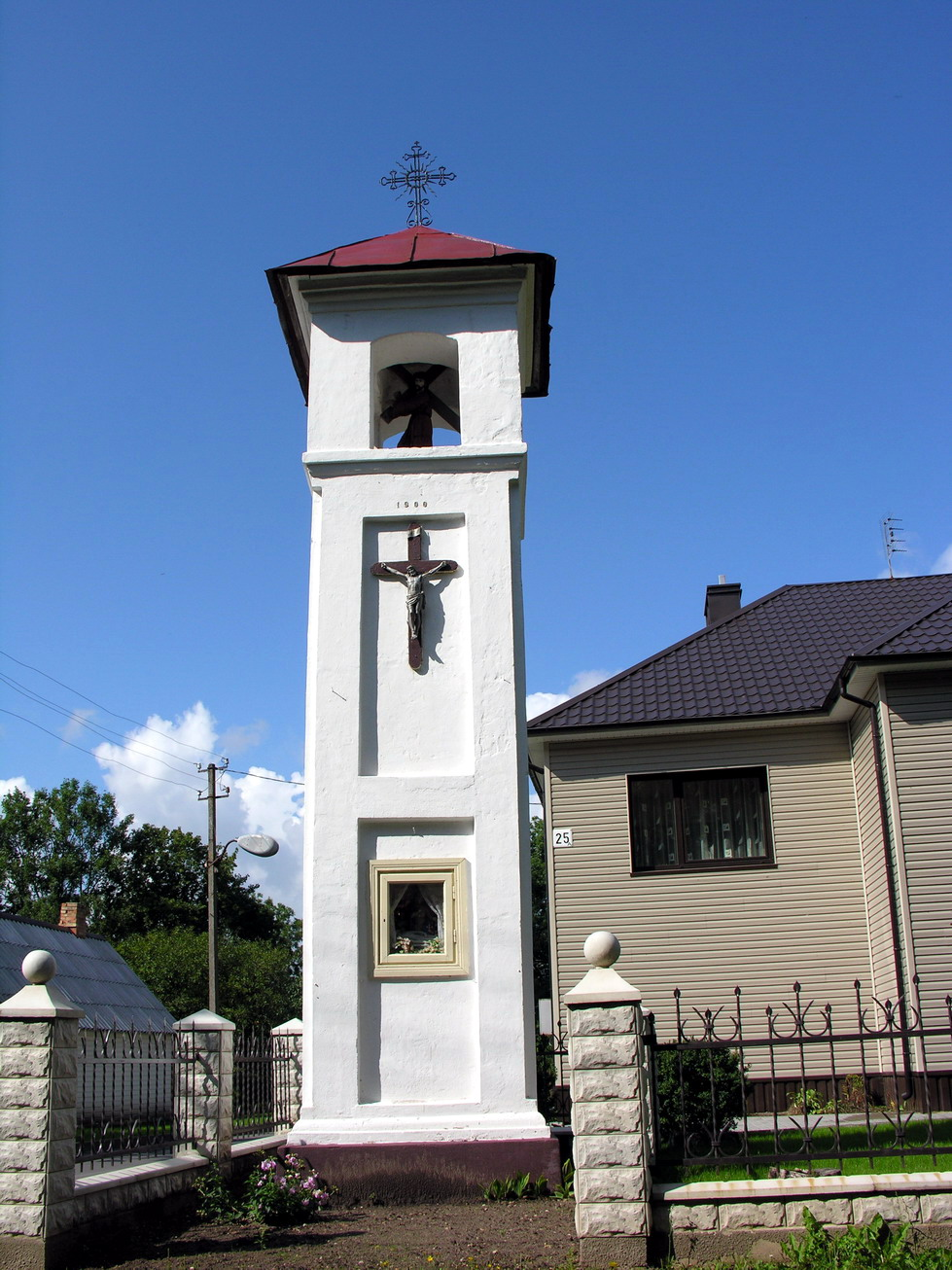
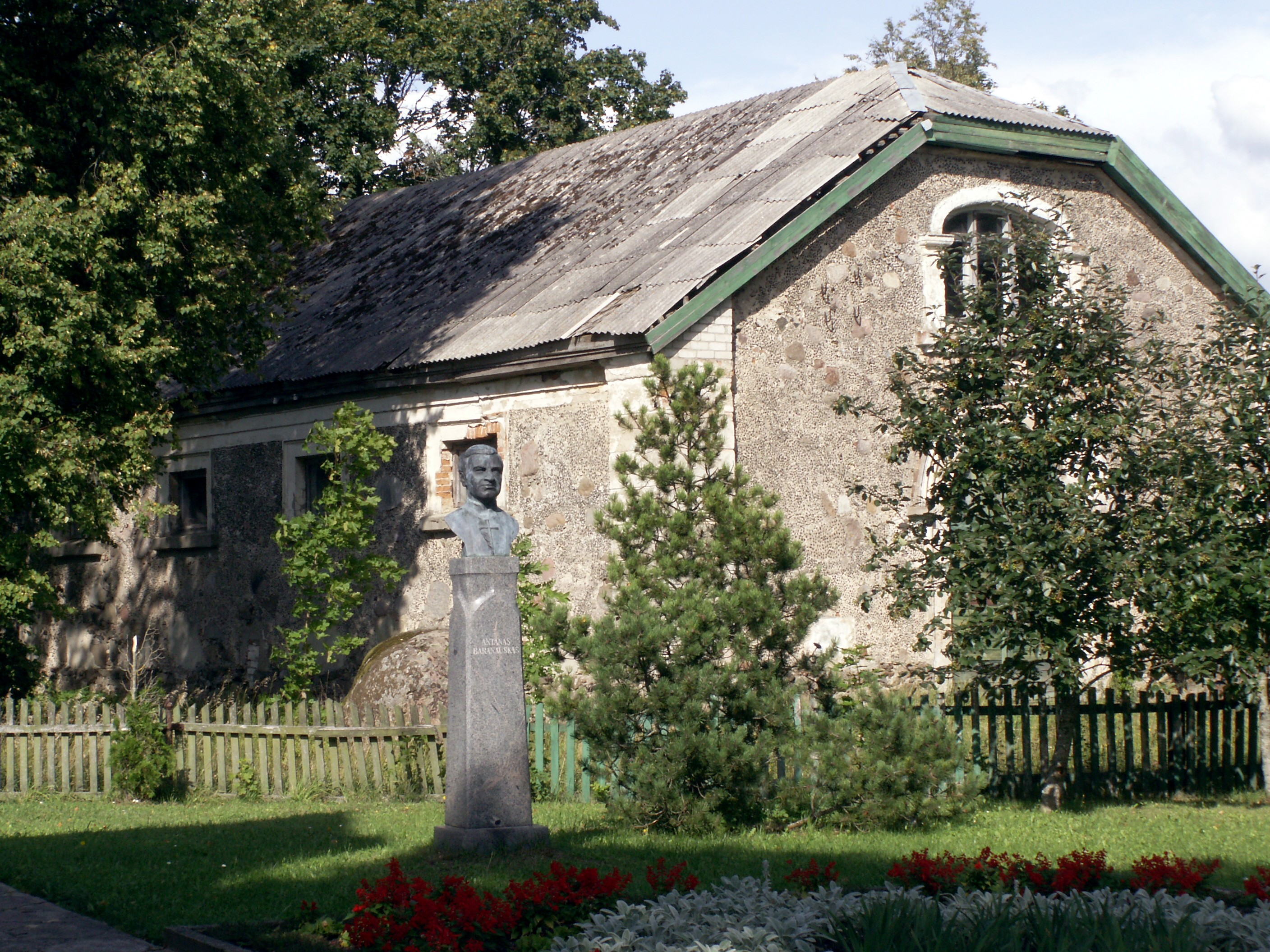